# Atlantolocia
Atlantolocia is een geslacht van kreeftachtigen uit de klasse van de Malacostraca (hogere kreeftachtigen).

## Soort
- Atlantolocia laevidorsalis (Miers, 1881)